# Pan-Amerikanische Beachhandball-Meisterschaften 1999
Die Pan-Amerikanischen Beachhandball-Meisterschaften 1999 (spanisch Campeonato Panamericano de Balonmano Playa 1999 beziehungsweise portugiesisch Pan Americanos de Beach Handball 1999) waren die zweite Austragung der kontinentalen Meisterschaft der Amerikas im Beachhandball. Sie wurde von der Pan-American Team Handball Federation (PATHF) veranstaltet und fand am 29. und 31. Januar des Jahres an der Copacabana in Rio de Janeiro, Brasilien statt.

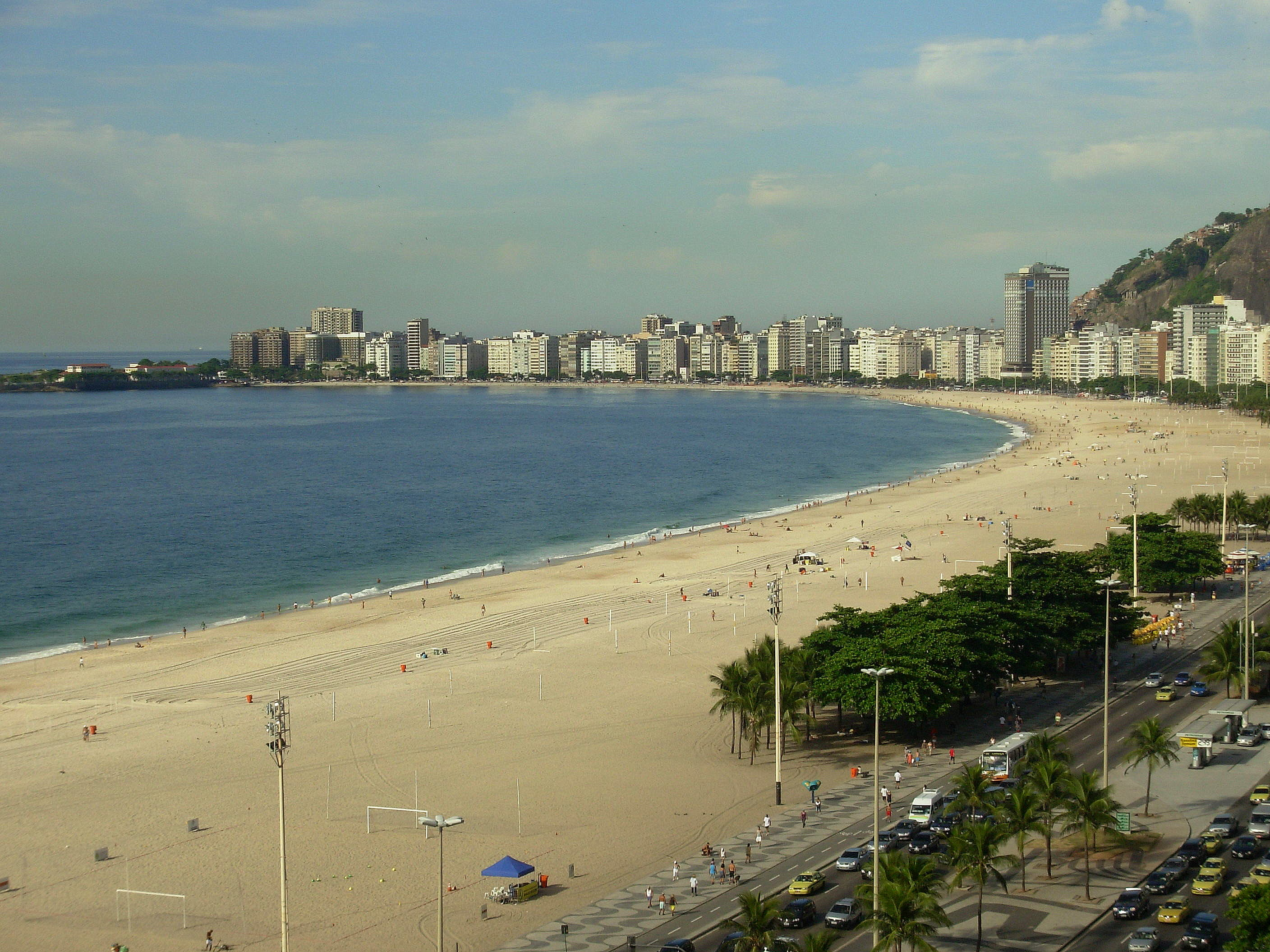
Copacabana de Rio de Janeiro

Nach der Erstveranstaltung im Vorjahr, der ersten internationalen Meisterschaft im Beachhandball überhaupt, kamen 1999 an selber Stelle erneut Nationalmannschaften des südamerikanischen Raums zusammen um ihren Meister zu ermitteln. Im Vergleich zum Vorjahr waren nur noch vier Mannschaften, also zwei Teams weniger, am Start, Kuba und Uruguay traten nicht wieder an. Neue Nationen gab es auch nicht. Damit blieben je zwei Mannschaften aus Nord- und Südamerika, Mittelamerika wie auch die Karibik waren nicht vertreten. Für Kanada war es bis zu den Nor.Ca. Beach Handball Championships 2022 der letzte Auftritt auf internationaler Bühne. Brasilien setzte seine im Vorjahr begonnene Siegesserie, die bis zur Teilung des Wettbewerbes 2018 nach Neugründung zweier regional geteilter Verbände in die Nor.Ca. Beach Handball Championship sowie die Süd- und Mittelamerikanische Beachhandballmeisterschaften nur einmal unterbrochen wurde, als die 2016 nach Turnierverschiebungen aus Termingründen nicht teilnehmen konnten.
Nach den Panamerikanischen Meisterschaften 1999 dauerte es bis 2004, dass wieder Meisterschaften auf dem Doppelkontinent ausgetragen wurden, nun auch mit einem Wettbewerb für weibliche Nationalmannschaften. Bis 2004 etablierten sich weitere internationale Meisterschaften beziehungsweise hochrangige Turniere für Nationalmannschaften: 2000 die Europameisterschaften sowie 2001 die World Games.
| 1999 Details | Rio de Janeiro, Brasilien | Brasilien | ? | Argentinien | Vereinigte Staaten | ? | Kanada |

## Platzierungen der Mannschaften
| Nation             | Männer |
| ------------------ | ------ |
| Argentinien        | 2      |
| Brasilien          | 1      |
| Kanada             | 4      |
| Vereinigte Staaten | 3      |
| Teilnehmerzahl     | 4      |

| Legende | Legende | Legende | Legende              |
| ------- | ------- | ------- | -------------------- |
| 1       | 2       | 3       | Podest-Platzierungen |
| 4       | 4       | 4       | Halbfinalist         |